# Böhmischer Traum
Der Böhmische Traum ist eine im Jahre 1997 von Norbert Gälle komponierte, von Siegfried Rundel arrangierte und im selben Jahr von der Scherzachtaler Blasmusik aufgeführte Polka.

## Beschreibung
Die Polka gehört zum Standardrepertoire vieler Blaskapellen. Sie wird auch in Diskotheken und während der Fasnet und des Karnevals gespielt. Angesiedelt im Schwierigkeitsgrad Mittelstufe hat die Polka eine Spielzeit von 4:23 Minuten.

### Text
Die Polka ist von Norbert Gälle explizit als instrumentale Polka ausgelegt, dennoch gibt es einen Liedtext von Andreas Raith, der mit den Zeilen Wenn ich träum in der Nacht, träum ich immer von dir. beginnt. Dieser Anfangstext ist auch zugleich der Refrain. Die Liedzeile Und der Stern sagt zu mir, ich bleib immer bei dir wird von manchen Interpreten abgewandelt und lautet dann Und der Stern sagt zu mir, ich bleib gerne bei dir. Ein weiterer Liedtext ist von Andrea Lerpscher.

### Sonstiges
Manchmal wird der Böhmische Traum auch als Nationalhymne der Blasmusiker bezeichnet.
Es gibt Techno- und Schlagerversionen. Besondere Aufmerksamkeit erhielt die Version der Karnevals- & Schlagerband De Fetzer Wenn ich träum in der Nacht und später der Räuber. Letztere veröffentlichten 2016 eine Aufnahme auf dem Album Dat es Heimat.